# Alfred Harley (6e comte d'Oxford)
Pour les articles homonymes, voir Harley.
Alfred Harley, 6e comte d'Oxford et comte Mortimer (10 janvier 1809 - 19 janvier 1853), titré Lord Harley entre 1828 et 1849, est un pair britannique et le dernier détenteur du titre de comte d'Oxford et de Mortimer .

## Biographie

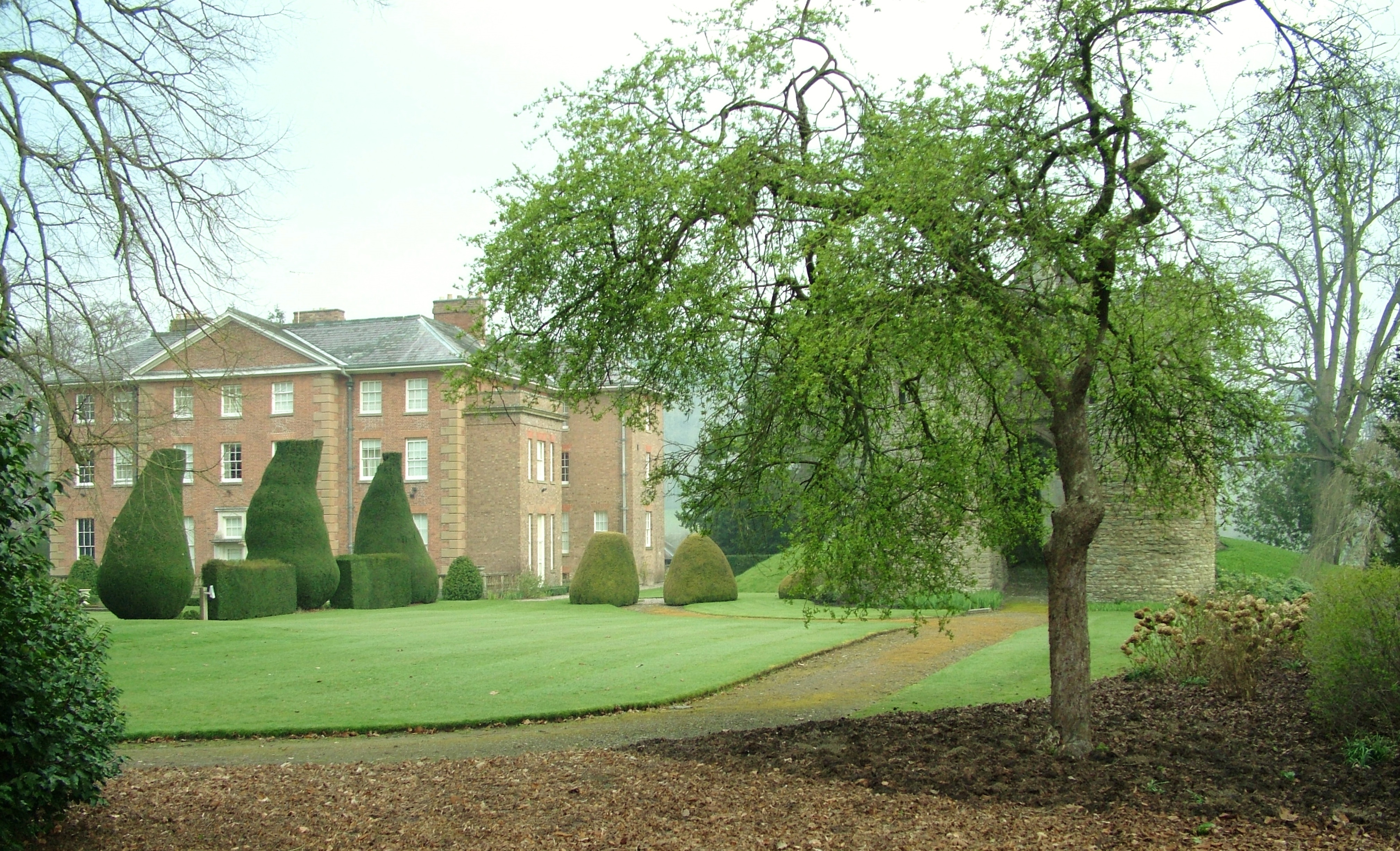
Brampton Bryan Hall

Il est le deuxième mais l'aîné des fils survivants d'Edward Harley (5e comte d'Oxford), et de Jane Elizabeth, fille du révérend James Scott. Il est connu sous le titre de courtoisie de Lord Harley à la mort de son frère aîné en 1828. En 1848, il succède à son père comme comte et hérite du siège de la famille à Brampton Bryan dans le Herefordshire. En raison des nombreuses relations amoureuses de sa mère, des doutes ont souvent été soulevés au sujet de sa paternité: lui et ses frères et sœurs ont souvent été appelés "le mélange Harleian". 
Lord Oxford épouse le 17 février 1831 Eliza Nugent [1806-1877], fille illégitime de George Nugent (1er marquis de Westmeath). Il décède en janvier 1853, à l'âge de 44 ans, et le titre disparaît. Ses domaines sont transmis à sa sœur Jane, qui est mariée à Lord Langdale, puis ils sont finalement transmis à un parent éloigné, William Daker Harley. 